# Psychomyia struwwelpeter
Psychomyia struwwelpeter är en nattsländeart som beskrevs av Malicky 1993. Psychomyia struwwelpeter ingår i släktet Psychomyia och familjen tunnelnattsländor. Inga underarter finns listade i Catalogue of Life.